# Myokine
Myokine sind hormonähnliche Botenstoffe, die von der Muskulatur der Säugetiere bei Bewegung und Kontraktion ausgeschüttet werden. Der Name leitet sich aus dem griechischen „Mys“: Muskel und „kinema“: Bewegung ab. Sie sind seit 2007 als Unterart der Interleukine (IL-x), zu den Zytokinen zählende Peptidhormone, eingestuft, d. h., sie sind als körpereigene Botenstoffe der Muskelzellen eingestuft. Ihre Entdeckung geht auf das Centre of Inflammation and Metabolism, Department of Infectious Diseases and Copenhagen Muscle Research Centre, Rigshospitalet, University of Copenhagen, Faculty of Health Sciences, in Dänemark zurück. Es werden über 600 verschiedene Arten angegeben, die nicht alle vollständig erforscht sind. Sie stellen ein aktuelles Forschungsgebiet der Zellbiologie dar.

## Wirkung
Bisher sind Wirkungen auf Typ-II-Diabetes, das Herzkreislaufsystem, den Stoffwechsel und die Dehnbarkeit von Gefäßen bekannt.